# Juan de Dios Cosgaya
Juan de Dios Cosgaya y Rubio (8 de marzo de 1777 - 1844) fue un político novohispano y mexicano, después de la guerra de independencia, a la que apoyó. Nacido y fallecido en Mérida, Yucatán. Gobernador de Yucatán en dos periodos: en 1834 y en 1840. Defendió la causa de la independencia de México.

## Datos históricos

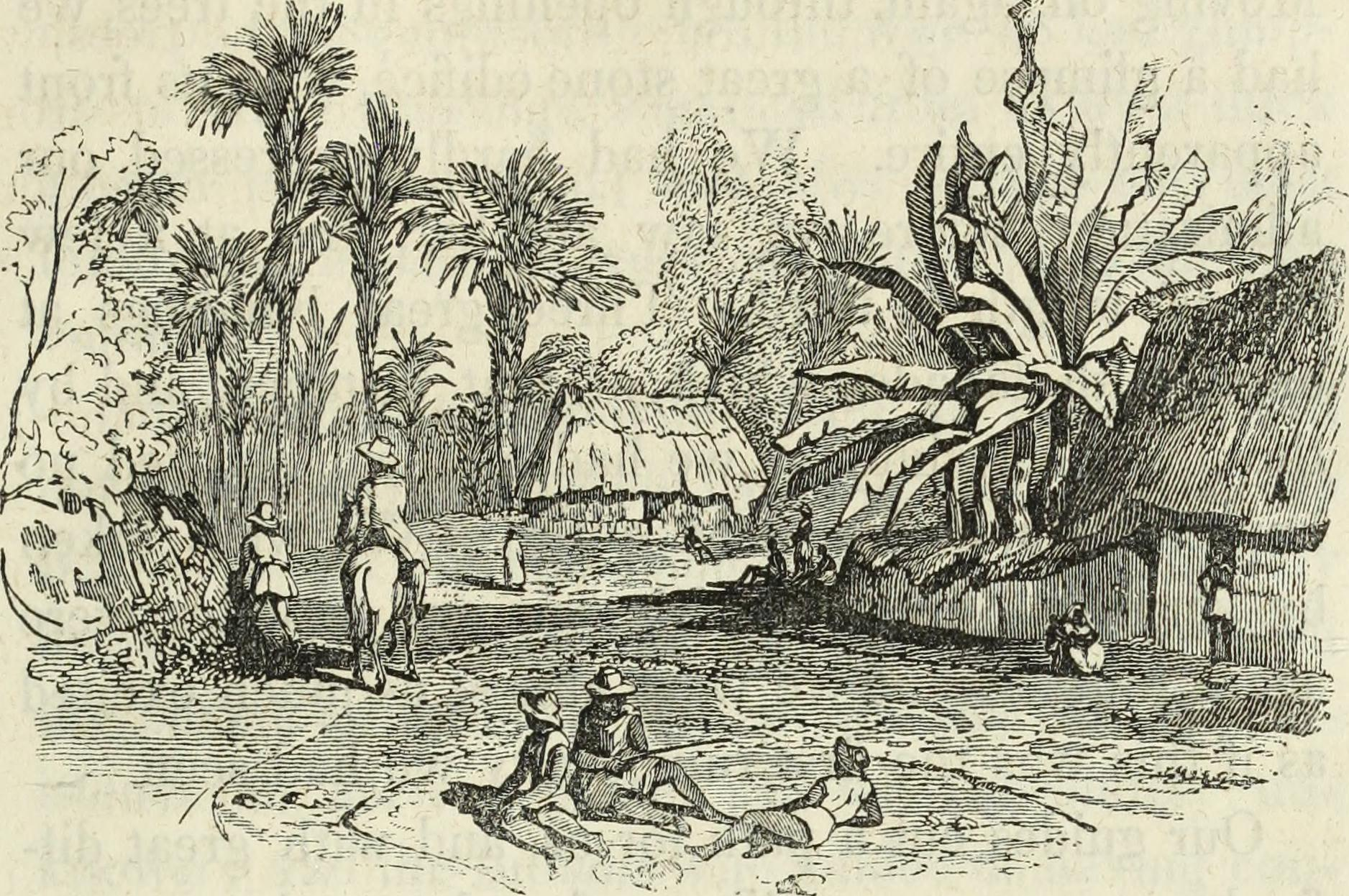
Cuando era Intendente del Camino Real envió las reservas de maíz para impedir la hambruna en Mérida

Estudió en el Seminario Conciliar de San Ildefonso en Mérida, su ciudad natal. Después estudió náutica en San Francisco de Campeche. Se desempeñó como marino durante un tiempo e hizo travesías con el rango de contramaestre y luego como capitán. Al dejar su carrera naval regresó a la ciudad de Mérida en 1805.
Obtuvo reconocimiento público cuando en el año de 1810, ejerciendo el cargo de Intendente del Camino Real, alivió una situación crítica que se dio en Mérida al enviar las reservas almacenadas de maíz a la ciudad que padecía entonces una grave escasez del grano. Ingresó poco después a la política y en 1820 logró ser alcalde de Mérida. En esa época defendió la causa de la independencia de México escribiendo en varios periódicos, entre los cuales El Cometa, que él fundó.
En 1833 fue designado gobernador de Yucatán pero en 1834 llegaron al poder en México los centralistas, y fue enviado a la cárcel de San Juan de Ulúa. Al triunfo de los federalistas, seis años después, en 1840, salió de prisión y fue reconocido por el Congreso de Yucatán como gobernador nuevamente. Fue adepto de Santiago Méndez Ibarra cuyo liderazgo político ya se perfilaba en ese entonces.